# Romanov-ház
A Romanov-ház (oroszul: Дом Романовых) Oroszország második és egyben utolsó uralkodócsaládja, amely 1613-tól egészen az 1917-es februári orosz forradalomig volt hatalmon. A bojár sorból származó Romanovok főága fiágon II. Péter orosz cárral kihalt; 1762-ben, III. Péter cár trónra lépésével az Oldenburg-ház egyik oldalága, a Holstein–Gottorp-ház került a trónra, így ettől kezdve az Orosz Birodalom urai a Holstein–Gottorp–Romanov-házból (oroszul: Гольштейн-Готторп-Романовы) kerültek ki, amely tulajdonképpen az eredeti Romanov-ház egyik oldalága, illetve alága volt. Az Orosz Birodalom hatalmi befolyásának növekedésével 1809-től a Finn Nagyhercegség; 1815-től pedig a Varsói Hercegség helyén létesített Kongresszusi Lengyel Királyság a mindenkori orosz cár irányítása alatt állt perszonálunió keretében.

## A ház eredete

A ház zászlaja

A Romanov-család a legtöbb történész szerint Andrej Ivanovics Kobilától származik. Kobila egyike volt a Büszke Szemjon moszkvai fejedelem udvarához tartozó befolyásos bojároknak. Egy 18. századi könyv szerint Kobila valójában Glanda Kambila, a 13. században orosz területre menekült porosz herceg fia volt.
Maga a kobila szó oroszul kancát jelent, és Andrej Ivanovics valószínűleg azért vette fel ezt a nevet, hogy ezzel is jelezze előkelő származását és pozícióját („lovak parancsnoka”). Akkoriban ez egy elterjedt szokás volt; Andrej Ivanovics fia, Fjodor Andrejevics, a Bojár Duma egyik tagja a Koska (oroszul: Кошка), azaz Macska becenévre hallgatott. Később Fjodor Andrejevics leszármazottjai a Koska nevet előbb Koskinyra, majd Zaharinra változtatták. A Zaharin család két ágra szakadt: a Zaharin-Jakovlevre és a Zaharin-Jurjevre. A Zaharin-Jakovlevek nevéből idővel kikopott a Zaharin, míg a Jurjev-ág a Romanov (azaz Romanfi) családnevet kezdte használni a Roman Jurjevics Zaharin-Jurjev iránti tisztelet jeléül.

## A hatalomra jutás
A Romanov-család akkor került előtérbe, amikor 1547 februárjában IV. Rettegett Ivan cár feleségül vette Roman Jurjevics leányát, Anasztaszija Romanovna Zaharina-Jurjevát. A cárra nagy befolyást gyakorolt felesége, így a Romanovok egyre nagyobb befolyásra tettek szert az ország életében és a cári udvarban egyaránt. 1560-ban Anasztaszija Romanovna azonban igen gyanús körülmények között meghalt – állítólag megmérgezték, s erre utal a testében talált nagy mennyiségű higany, bár akkoriban a higanyt a lepra és a szifilisz gyógyítására is használták, így nem kizárt, hogy a cárné valójában egy betegség következtében hunyt el.
Anasztaszija Romanovnának és IV. Ivánnak hat gyermeke született; azonban a legidősebb fiút, Ivan Ivanovics cárevicset maga IV. Iván ölte meg 1581-ben egy verekedés során. Másik fiuk, Fjodor Ivanovics 1584-ben lépett az ország trónjára, és egészen 1598-ig kormányozta a birodalmat. A valódi hatalom azonban sógora, Borisz Godunov, valamint a cár Romanov-házi unokatestvéreinek kezében volt. Amikor I. Fjodor cár meghalt 1598-ban, kihalt vele az országot több évszázada uraló Rurik-dinasztia moszkvai ága, bár oldalágai még léteztek, mint például a Sujszkij hercegi ág, amelyből az 1606-ban trónra lépő IV. Vaszilij cár is kikerült, aki a Rurik-ház utolsó uralkodója volt.
A trónért való versengést Borisz Godunov nyerte meg a Romanovokkal szemben; az új cár pedig kegyetlenül elbánt ellenségeivel. A Romanov-ház fejét, Fjodor Nyikityicset kolostorba záratta, a család több más tagját pedig száműzte az Urálba, ahol a legtöbbjük éhen halt.

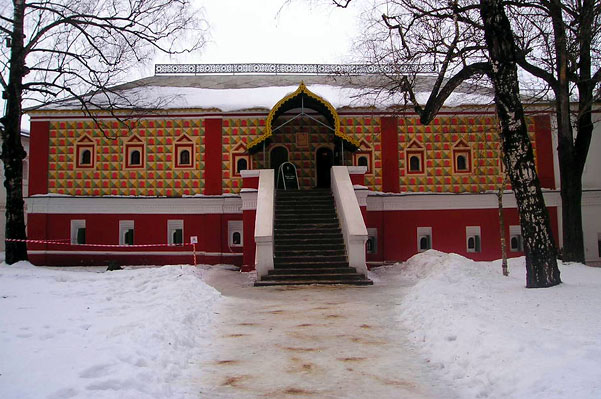
Mihail Fjodorovics palotája az Ipatyev kolostorban

1606-ban, a Godunov-ház kihalásával a Romanovok újból visszatérhetettek a cári udvarba. Fjodor Nyikityicset, aki időközben Filaret néven szerzetes lett, I. Ál-Dmitrij metropolitává, míg II. Ál-Dmitrij pátriárkává szentelte fel. A Zűrzavarok időszakát követően pedig Filaret és fia, Mihail Fjodorovics jó eséllyel pályáztak a trónra, hiszen leányágon Rurik-vér is csörgedezett az ereikben, és I. Fjodor cár pedig anyai ágon volt Romanov-leszármazott. Hermogen pátriárka támogatásával Mihail Fjodorovics 1613-ban elnyerte az orosz koronát, azonban Mihail Fjodorovics nem akarta elfogadni azt. Végül édesanyja, Kszenyija Ivanovna Sesztova rábeszélésére mégis útra kelt a kosztromai Ipatyev kolostorból, hogy megkoronázzák. Ezzel vette kezdetét a Romanov-dinasztia közel háromszáz éves uralma.
I. Mihail cár elsősorban arra törekedett, hogy megszilárdítsa a hatalmát. A Bojár Duma tanácsát rendszeresen kikérte a fontosabb döntések előtt, valamint támogatta az egyházat is. Ez, valamint az a tény, hogy a Romanovok rokonságban álltak a Rurikokkal, és a véres emlékű Godunov-korszaknak ők voltak a legfőbb ellenségei, népszerűvé tette a családot az emberek körében.

## Dinasztikus gondok
I. Mihály cár halála után egyetlen, felnőttkort megélő fia, I. Alekszej lépett a trónra. A melegszívű cár több mint harminc évig kormányozta a birodalmat; azonban számos gyermeke közül mindössze három fiú volt egészséges és uralkodásra alkalmas. Utódja első feleségétől származó fia, III. Fjodor volt, majd Fjodor halála után V. Iván és I. Péter került hatalomra. Iván és Péter I. Alekszej két különböző feleségétől születettek, ráadásul mindketten gyermekek voltak még, így régenst kaptak: Szofja Alekszejevnát, nővérüket, aki kezdetben minden hatalmat magához ragadott.
V. Iván 1696-ban bekövetkezett halála után I. Nagy Péter egyeduralkodóként kormányozta tovább Oroszországot. Péter cár igazi európai nagyhatalommá fejlesztette a birodalmat, azonban a trónviszályoktól nem tudta megóvni a dinasztiát. Egyetlen, felnőttkort megélő fiát, Alekszej Petrovics cárevicset 1718-ban állítólag megölette, mivel a trónörökös összeesküvést szőtt ellene.
Utódja nagy küzdelmek árán felesége, a paraszti származású I. Katalin (Jekatyerina Alekszejevna) lett, akit azonban nem érdekelték a kormányzás gondjai; a cárnő jóformán csak az udvari mulatságoknak élt. Szerette volna, ha leánya, I. Erzsébet (Jelizaveta Petrovna) lesz az utódja, azonban a közvélemény Alekszej Petrovics cárevics fiát, II. Pétert (Pjotr Alekszejevics) támogatta.
Pjotr Alekszejevics 1727-ben lépett trónra, ám közel három éven belül meghalt, utódja pedig V. Iván lánya, Anna Ivanovna lett. Anna Ivanovnának nem születtek gyermekei, utódjának unokaöccsét, VI. Ivánt (Ivan Antonovics) jelölte meg, akit azonban I. Péter és I. Katalin leánya, Erzsébet (Jelizaveta Petrovna) a katonaság segítségével megbuktatott.
Erzsébet szintén gyermektelenül halt meg, utódjának unokaöccsét, III. Pétert (Pjotr Fjodorovics), a Holstein–Gottorpi Hercegség trónörökösét tette meg. III.  Péter 1762-es trónra lépésével egy új dinasztia került az Orosz Birodalom trónjára: a Holstein–Gottorp–Romanov, vagy másként Oldenburg–Romanov család.

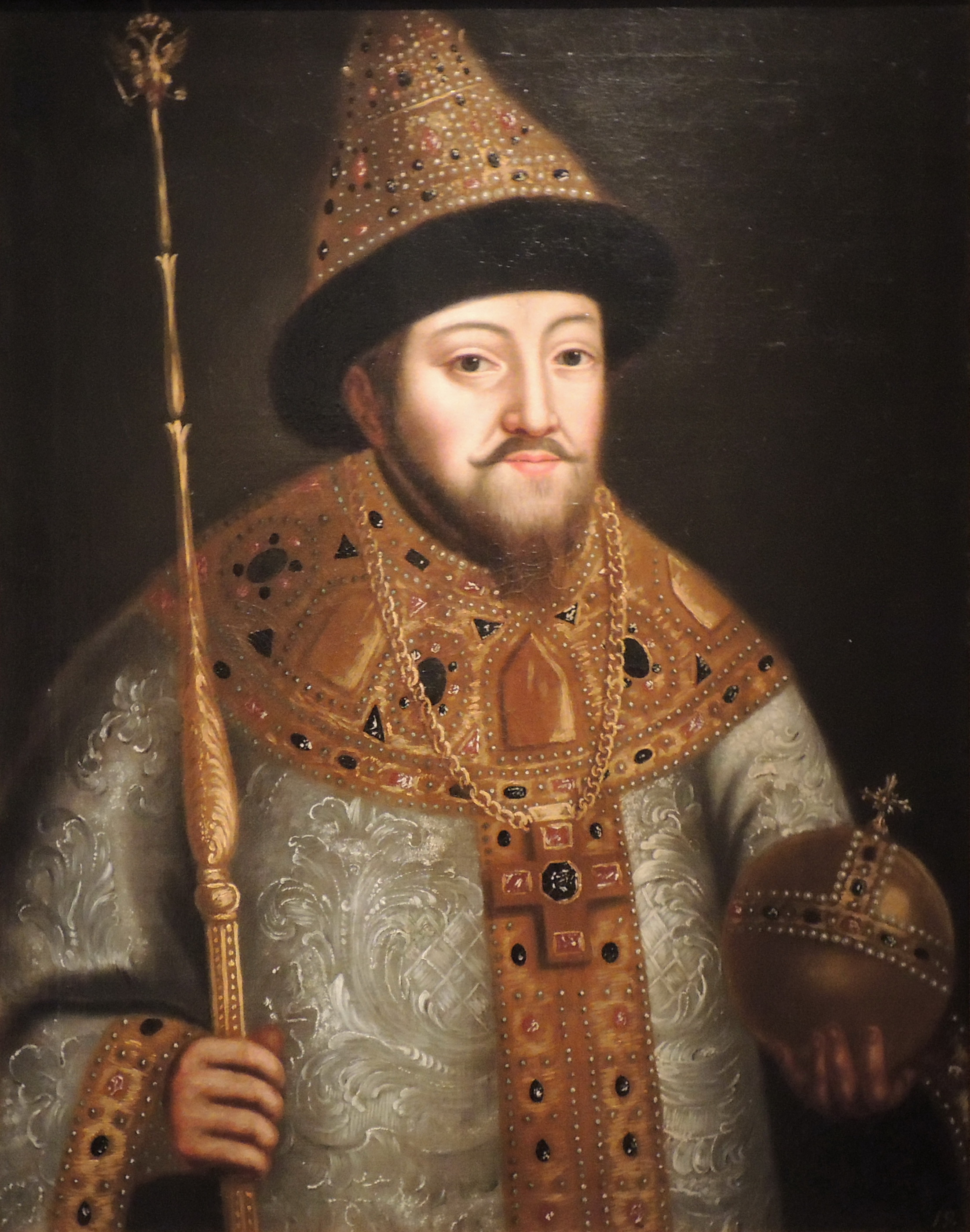
I. Mihály (1613–1645)
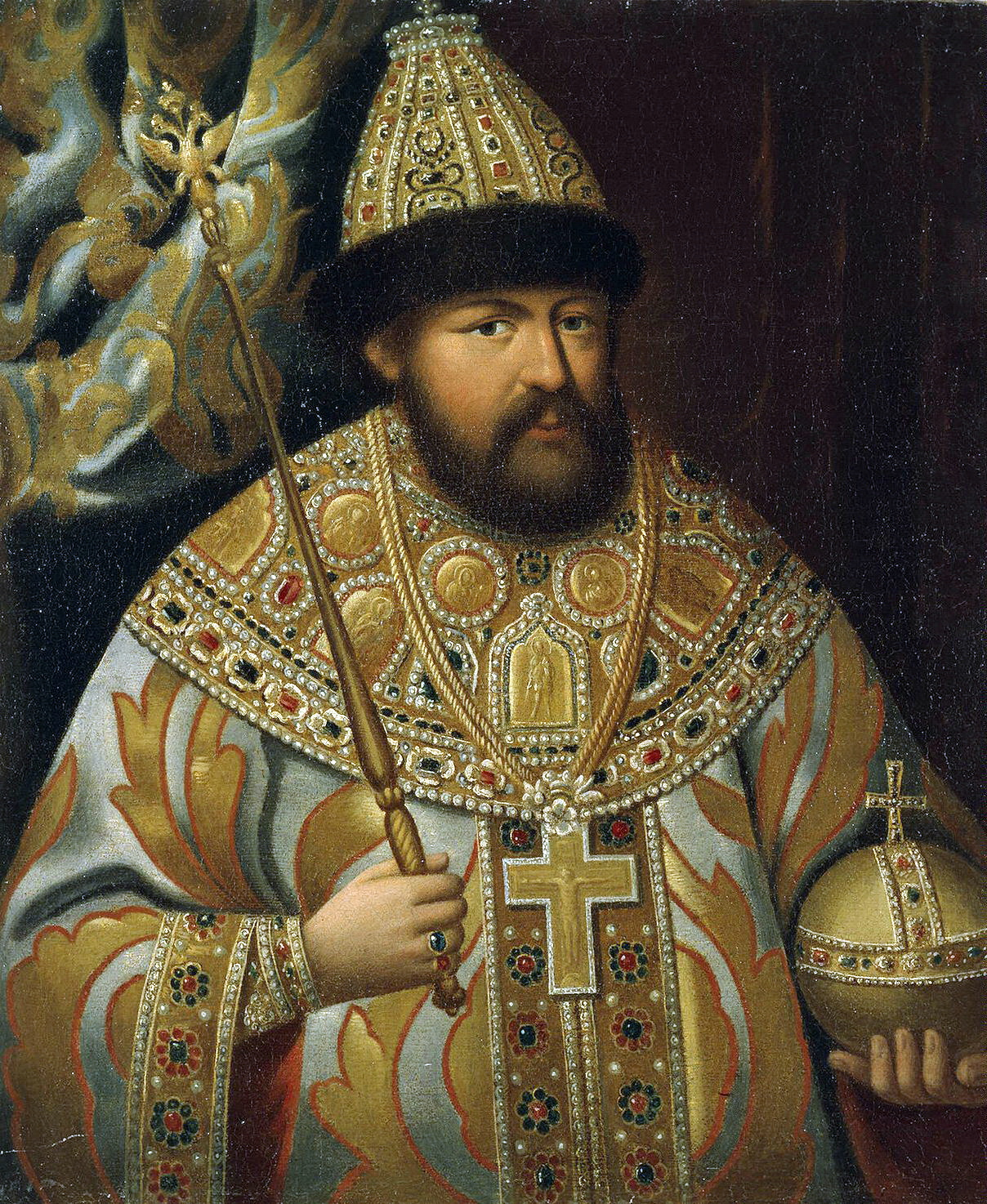
I. Alekszej (1645–1676)
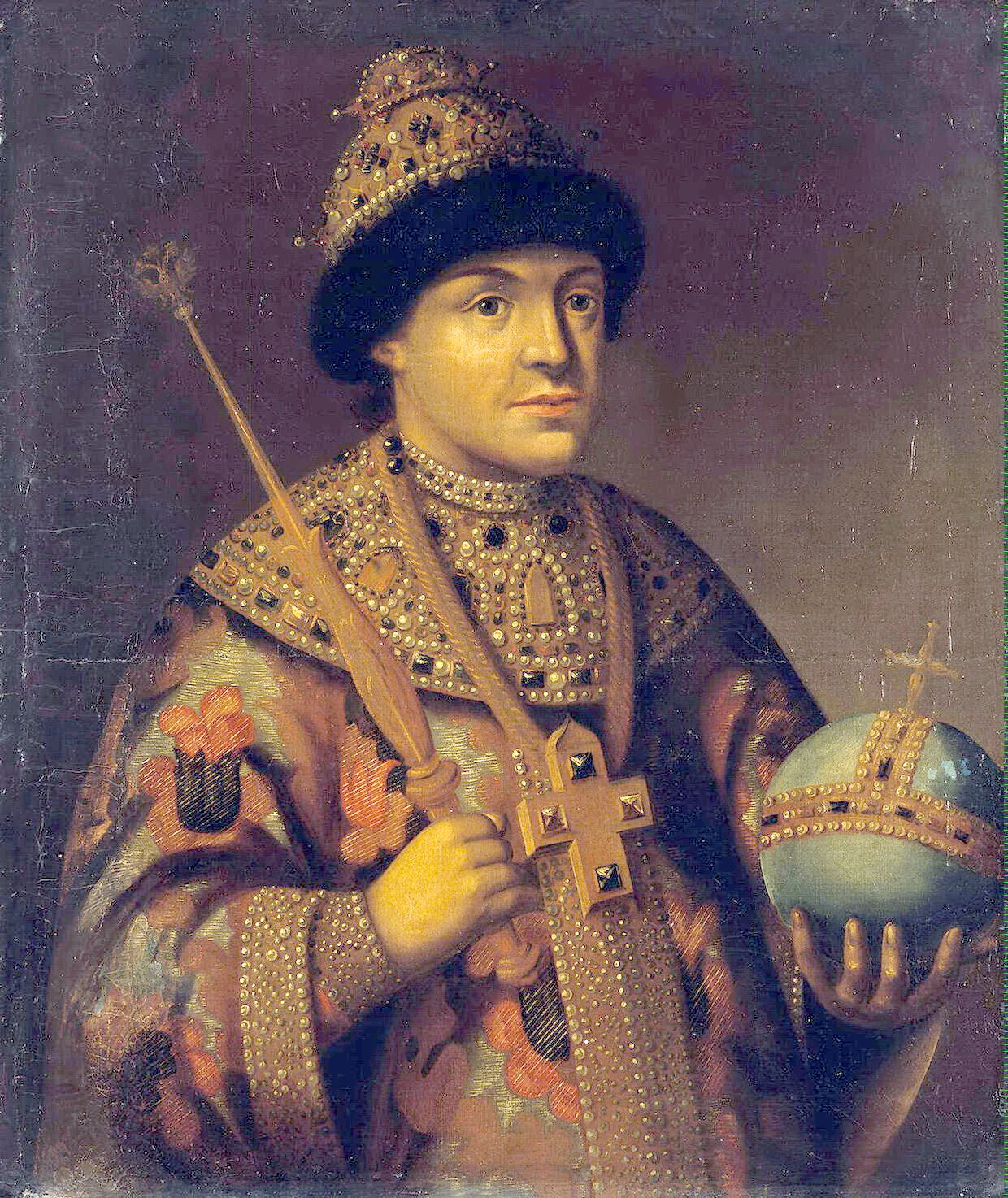
III. Fjodor (1676–1682)
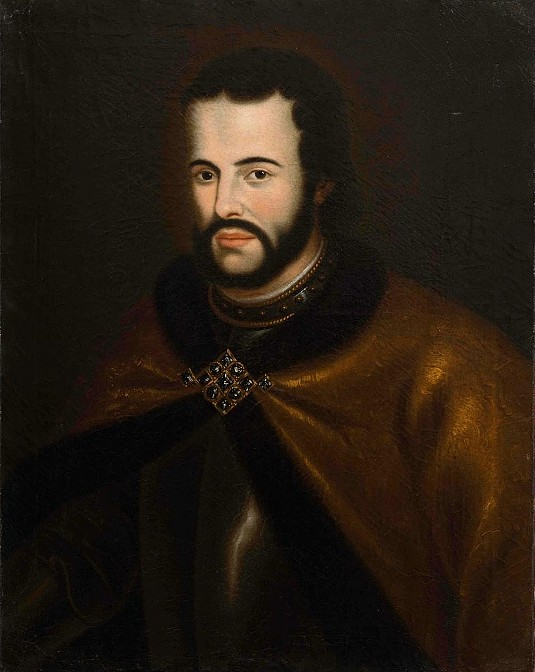
V. Iván (1682–1696)

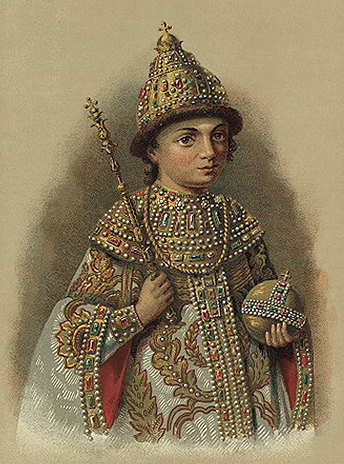
I. Péter (1682–1725)
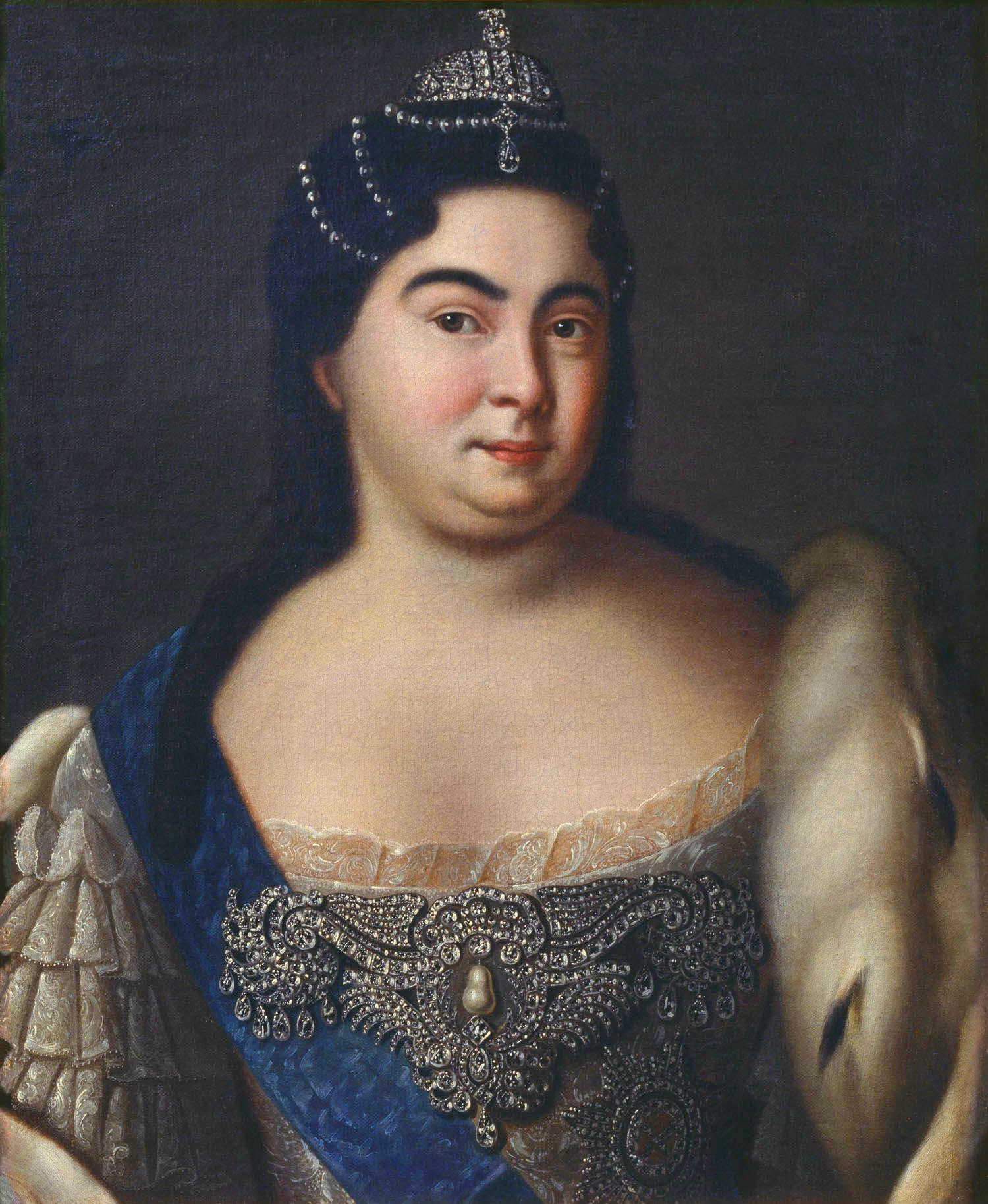
I. Katalin (1725–1727)
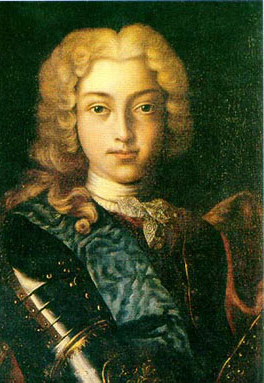
II. Péter (1727–1730)
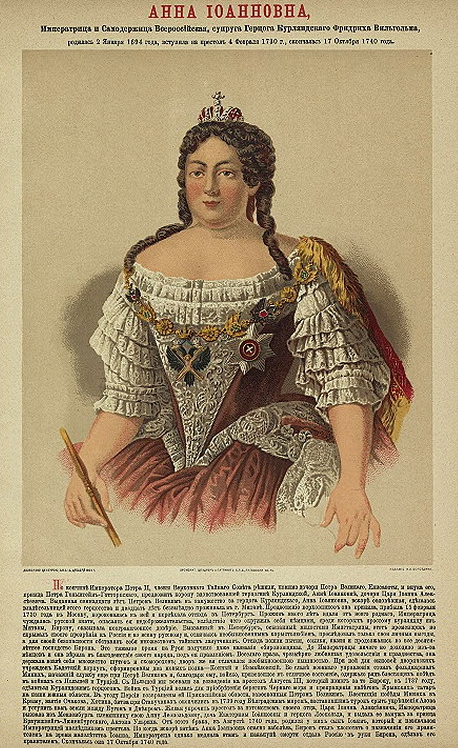
Anna (1730–1740)

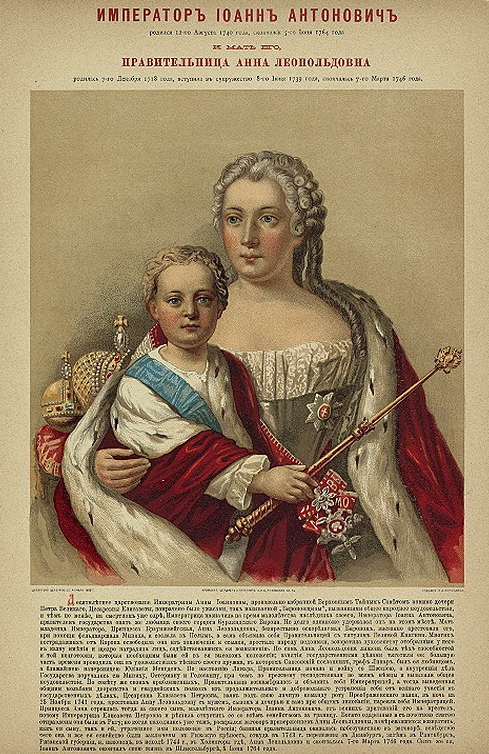
VI. Iván (1740–1741)
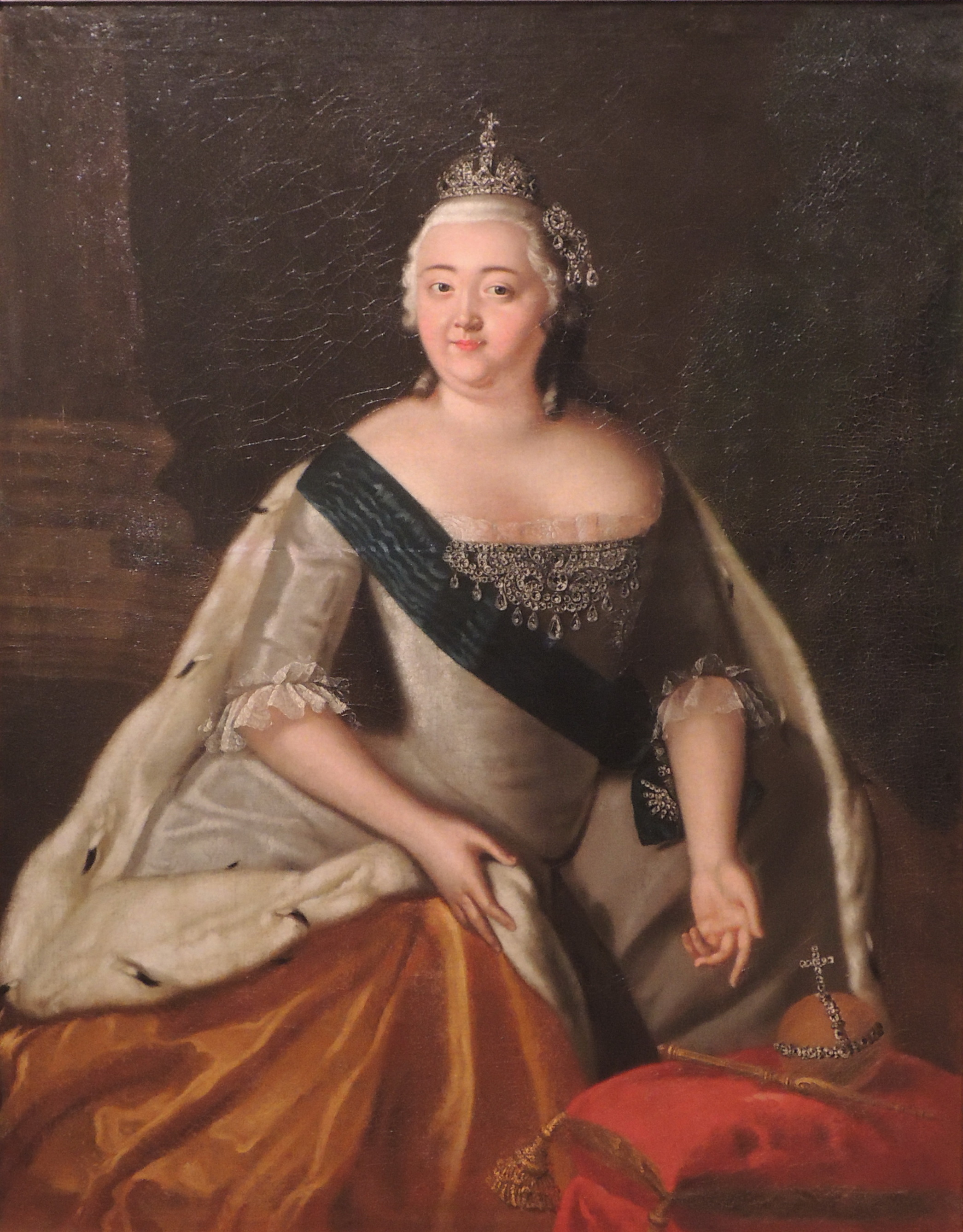
Erzsébet (1741–1762)

## A Holstein–Gottorp–Romanovok
III. Péter cárt (III. Pjotr Fjodorovics) 1762-ben a saját felesége, Zsófia Friderika anhalt–zerbsti hercegnő puccsolta meg, majd ő maga lépett az örökébe. A II. Katalin néven regnáló cárnő uralkodása idején  Oroszország gazdasági fejlődése folytatódott, európai befolyása megnövekedett, és az egész birodalom hatalmas kulturális változásokon ment keresztül. Ekkor épült például a Márvány Palota, a Kis Ermitázs és a Tauriai-palota. A több mint harminc évig uralkodó II. Katalin 1796-ban hunyt el, utódja fia, I. Pál (Pavel) lett.
I. Pálról maga az édesanyja terjesztette azt, hogy törvénytelen gyermek, Szergej Szaltikov gróf fia; továbbá – mivel II. Katalin puccsal került a trónra, ráadásul nem is volt orosz származású -, Pál törvénytelen származására hivatkozással, megerősödni vélte a saját jogát a trónra, a fiáéval szemben. Mindazonáltal I. Pál rendkívül büszke volt Romanov őseire, s hogy fiának, illetve fia utódjainak biztosítsa a trónutódlást, valamint saját trónigényét is megerősítse, kikötötte, hogy az orosz trónöröklés a primogenitúra elve alapján történjék a jövőben és az örökös mindig a cár és a cárné elsőszülött fia legyen, s csak akkor kerülhet nő a trónra, ha kihal az elsőszülött ág. Ezzel lefektette a Családi Szabályzat, vagy Családi Törvény alapjait, melyet később fia, I. Alekszandr cár úgy módosított, hogy egy Romanov köteles uralkodócsaládból származó hitvest választani magának, különben a frigyet az egyház nem ismeri el és gyermekeik is elvesztik a trónhoz való jogukat.
I. Sándor uralkodásának legfontosabb eseménye a napóleoni háborúk volt. I. Napóleon francia császár 1812-ben támadta meg Oroszországot, s egészen Moszkváig nyomult előre. A várost a visszavonuló oroszok felgyújtották, és hamarosan a francia császárnak a tél beállta miatt el kellett hagynia az országot. Visszavonulás közben az orosz csapatok a francia hadsereg jó részét megsemmisítették; s a cár ezáltal nagy népszerűségre tett szert.

Mivel két, gyermekként elhalálozott leánya született csak a német származású Jelizaveta Alekszejevna cárnétól, a cár eleinte idősebb öccsét, Konsztantyin Pavlovics nagyherceget tette meg cárevicsnek, ám egy lengyel grófnővel kötött morganatikus házassága miatt Konsztantyin nagyherceg lemondott a trónörökösi rangról, amelyet a cár fiatalabb öccse, Nyikolaj Pavlovics nagyherceg kapott meg.
I. Nyikolaj cár 1825-ben foglalta el az orosz trónt egy kisebb lázadás közepette. A felkelést leverte, majd befejezte a Palota tér építését, mely még bátyja országlása alatt kezdődött meg. 1830-ban felszámolta a lengyel felkelést, 1848-ban az osztrákok oldalán avatkozott bele a magyar szabadságharcba, majd halála előtt, 1853-ban elkezdte a krími háborút, amely végül az oroszok vereségével fejeződött be.
II. Alekszandr cár, I. Nyikolaj fia kitűnő oktatást kapott, s ennek megfelelően reformokkal kezdte meg uralkodását. 1861-ben eltörölték a jobbágyság intézményét, és további oktatási újításokat vezettek be az országban. A cár legidősebb fia, Nyikolaj Alekszandrovics nagyherceg meghalt 1865-ben, ráadásul az uralkodó el akart válni a feleségétől, hogy elvehesse szeretőjét. A válás engedélyezését nem sikerült elérnie, így csak 1880-ban, Marija Alekszandrovna cárné halála után vezethette oltár elé szeretőjét, akitől akkora már több gyermeke is született. A frigy az egyház beleegyezése híján morganatikus volt; Jekatyerina Mihajlovna Dolgorukova hercegnő nem viselhette a cárnéi rangot. A cár életét egy merénylő oltotta ki 1881-ben. Utódja második fia, Alekszandr Alekszandrovics lett.
III. Sándor cár alatt Oroszország gazdasága megerősödött és ipari fejlődés indult el. Ekkor jelent meg a rendőrállam fogalma a kormányzásban, a cenzúra is megszigorodott. Az uralkodó egy vonatbaleset eredményeként fellépő betegség következtében halt meg 1894-ben családja körében nyári palotájában.
Az 1904–05-ös orosz–japán háború elvesztése után forradalom robbant ki az országban, amelyet csak 1907-re sikerült elfojtani. II. Miklós ugyanakkor lelkesen támogatta az orosz kultúra ápolását és őrzését, ő maga is sokkal több időt töltött Moszkvában, mint Szentpétervárott. A cári család hitelét és jó hírét aláásta a Raszputyinnal való kapcsolat, akire a cárevics betegsége miatt volt szüksége a cárnak és a cárnénak. A trónörökös ugyanis vérzékeny volt, Raszputyin pedig a saját állítása szerint meg tudta gyógyítani a cárevicset. A vérzékenységet okozó gént a német származású cárné, Alekszandra Fjodorovna örökítette át egyetlen fiára. A cárné német származása egyébként szintén nagyban hozzájárult ahhoz, hogy az első világháború alatt a Romanovok elveszítsék minden népszerűségüket. 1914-ben az ország belefolyt az első világháborúba, ami éhezést és nyomorgást okozott a népnek; ezenfelül rengeteg emberáldozatot követelt. 1917-ben az uralkodó miniszterei és más politikusok nyomására lemondott; a Romanov-ház több mint háromszáz éves uralma véget ért. Az ország államformája rövid időre köztársaság lett, melyet az Ideiglenes Kormány irányított.
Gyakran szoktak két olyan embert is cárnak tekinteni, akiket valójában soha nem koronáztak meg és soha nem uralkodtak. Az egyikük Konsztantyin Pavlovics nagyherceg, I. Alekszandr és I. Nyikolaj fivére, aki azonban nem akart uralkodni és lemondott trónigényéről, bár I. Nyikolaj helyett a lázadók őt szerették volna a trónon látni. A másikuk Mihail Alekszandrovics nagyherceg, II. Nyikolaj öccse, akinek a javára II. Nyikolaj lemondott a trónról. Mihail Alekszandrovics azonban az fenyegetőbb bolsevik fellépés miatt nem fogadta el a koronát.

### A Romanovszkij-ház
1839-ben I. Nyikolaj legidősebb leánya, Marija Nyikolajevna nagyhercegnő feleségül ment Beauharnais Miksa leuchtenbergi herceghez. Miksa herceg – bár Leuchtenberg hercege volt – nem származott királyi vérből, ezenfelül a Beauharnais-ház csak I. Napóleon francia császár révén került vezető pozícióba. A cár úgy próbálta meg ezt ellensúlyozni, hogy Miksa herceget felruházta a Romanovszkij herceg címmel, ezzel félig a cári családba emelve őt. Marija Nyikolajevna nagyhercegnő és Miksa herceg gyermekei mind a Romanovszkij vagy Romanovszkaja családnevet viselték, megteremtve ezzel a Romanovszkij-ház alapját.
Később, már a 20. század folyamán vezették be azt a gyakorlatot, hogy amennyiben egy Romanov herceg morganatikus házasságot kötött, feleségének Romanovszkaja hercegnéi címet adományoztak. A Romanovszkaja név gyakran kiegészült az asszony családnevével, így lett például Natalja Szergejevna Braszovából, született Natalja Seremetyevszkajából Natalja Szergejevna Seremetyevszkaja-Romanovszkaja hercegné, vagy Audrey Emery-ből Romanovszkaja-Iljinszkaja hercegné.

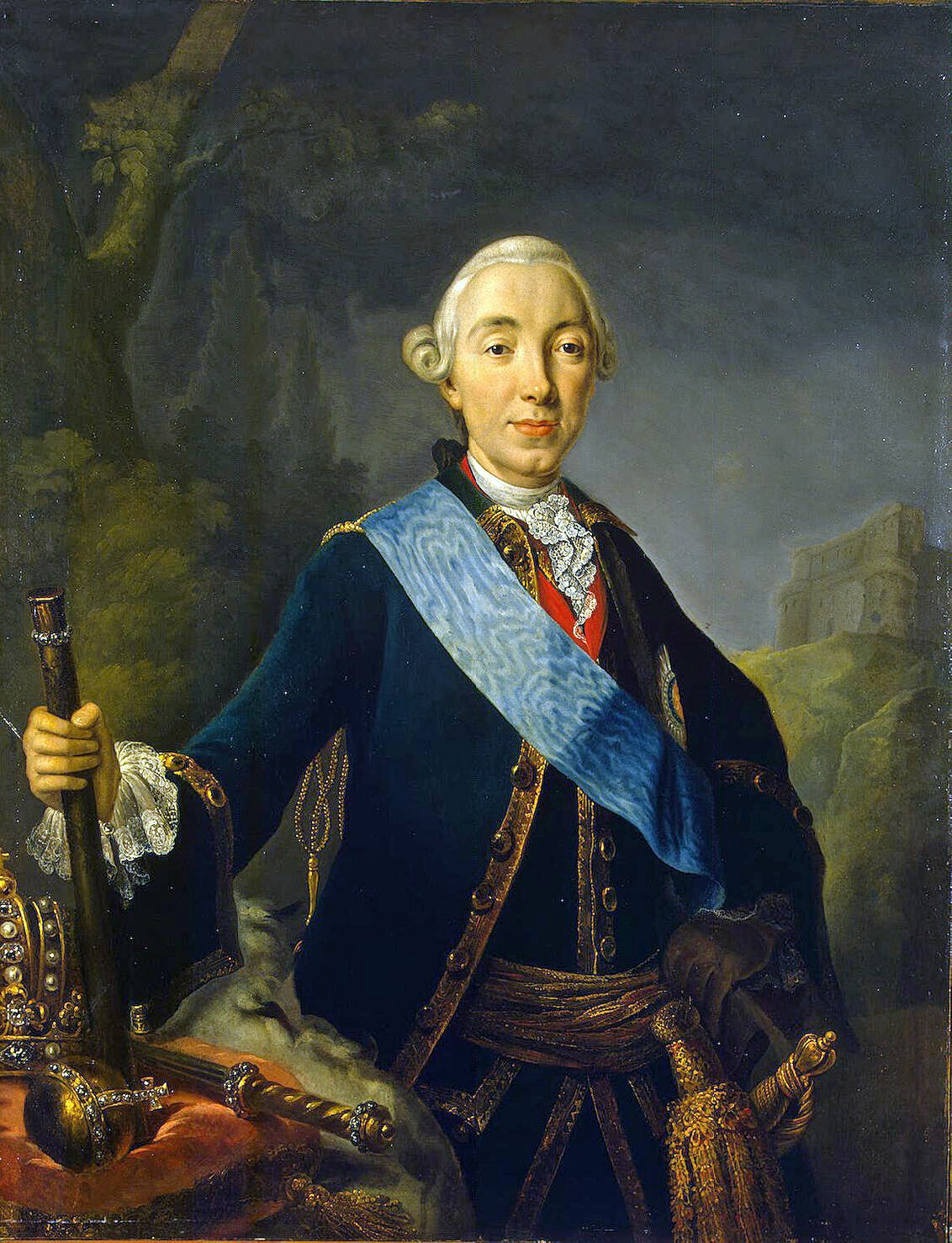
III. Péter (1762–1762)
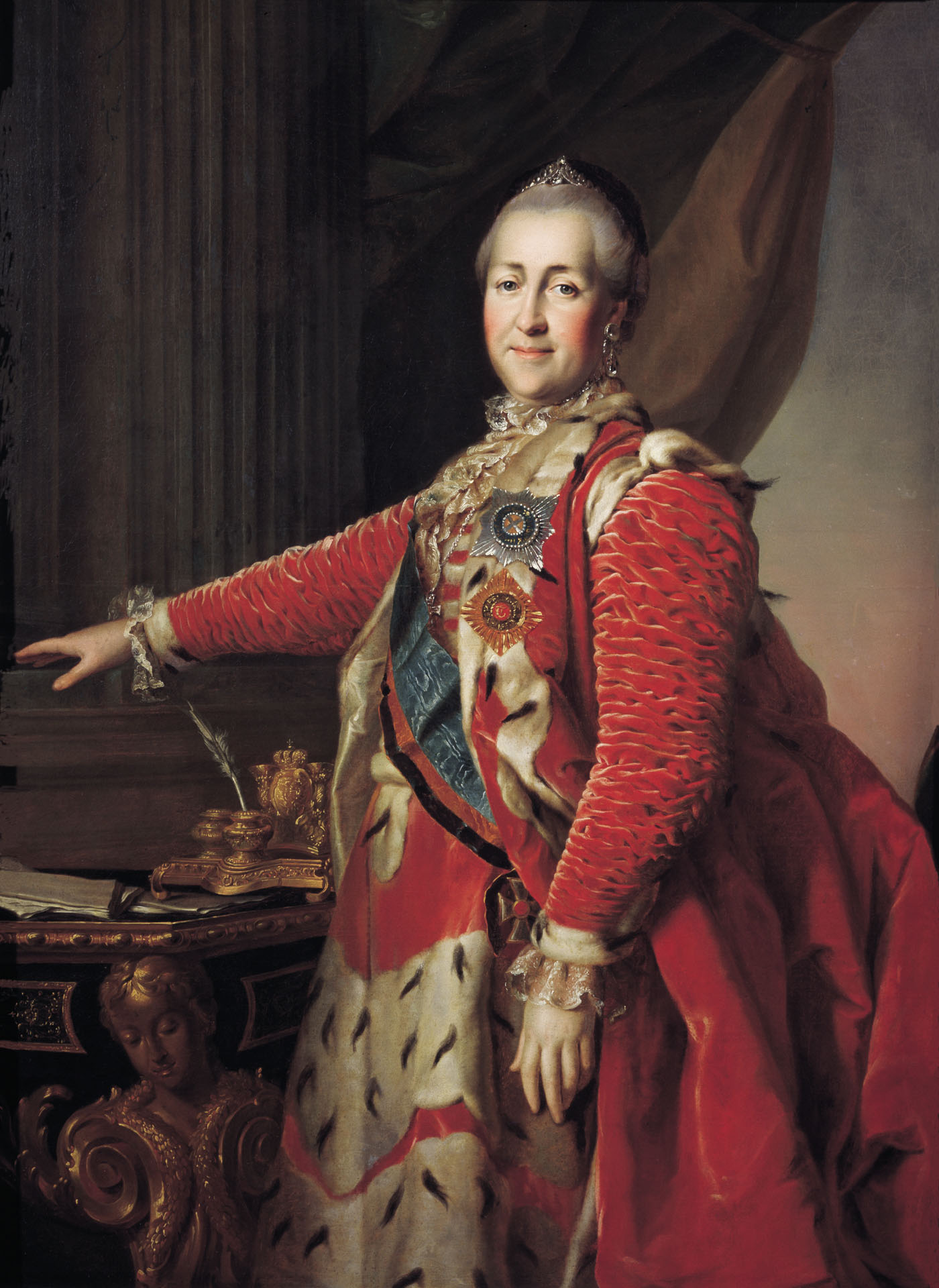
II. Katalin (1762–1796)
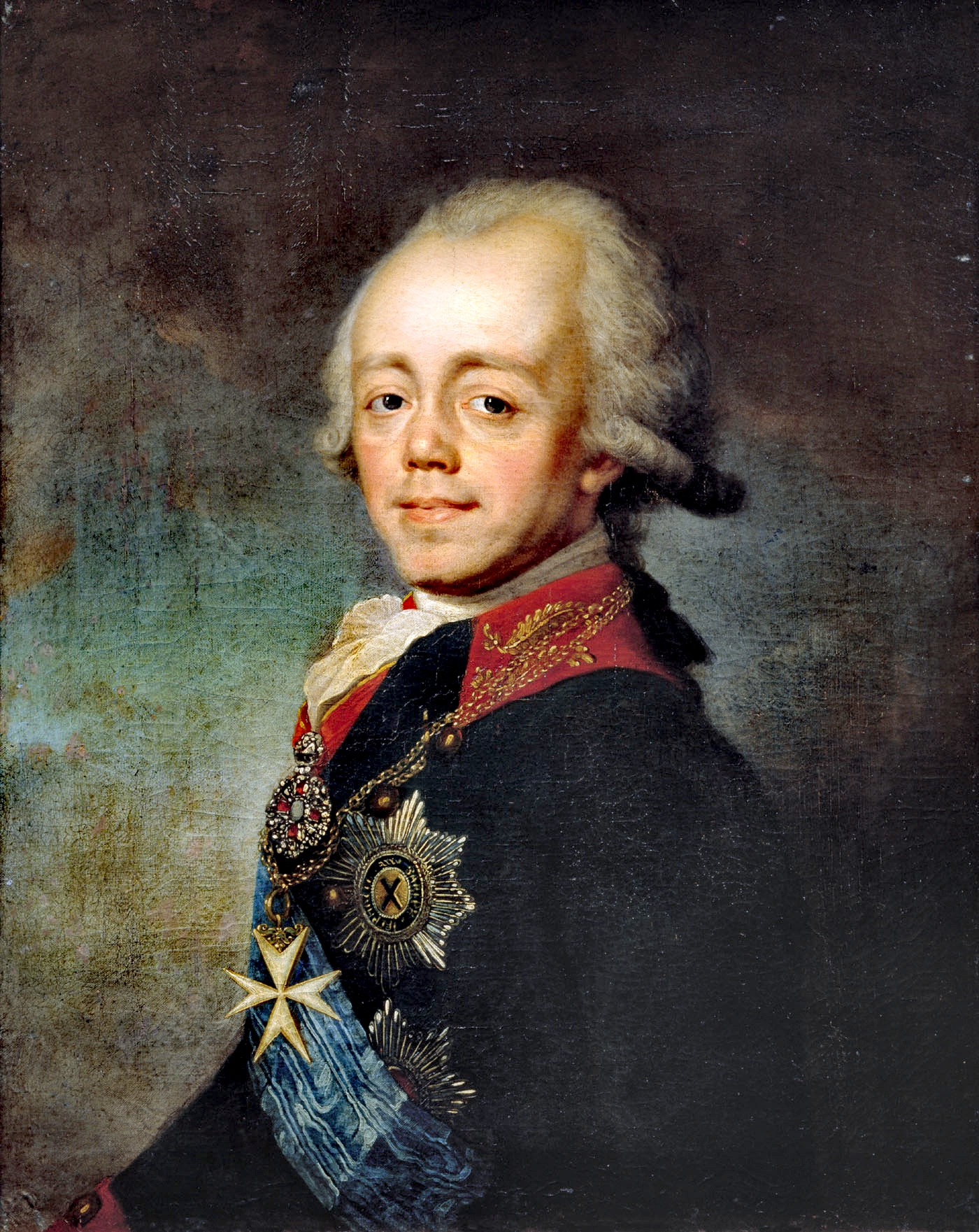
I. Pál (1796–1801)
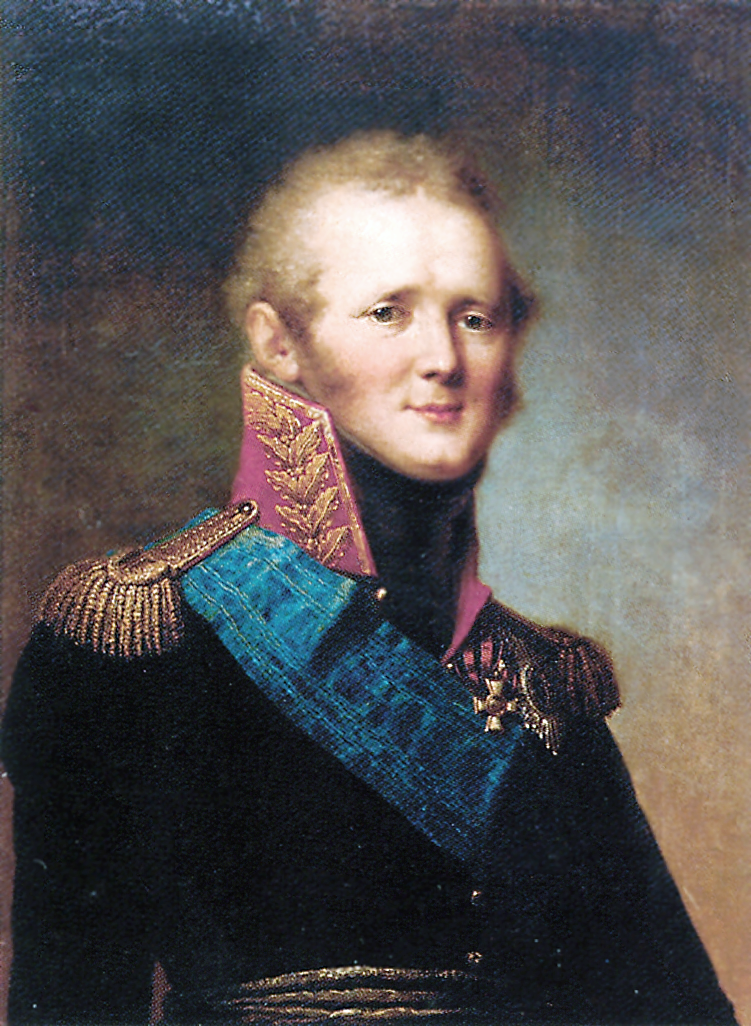
I. Sándor (1801–1825)

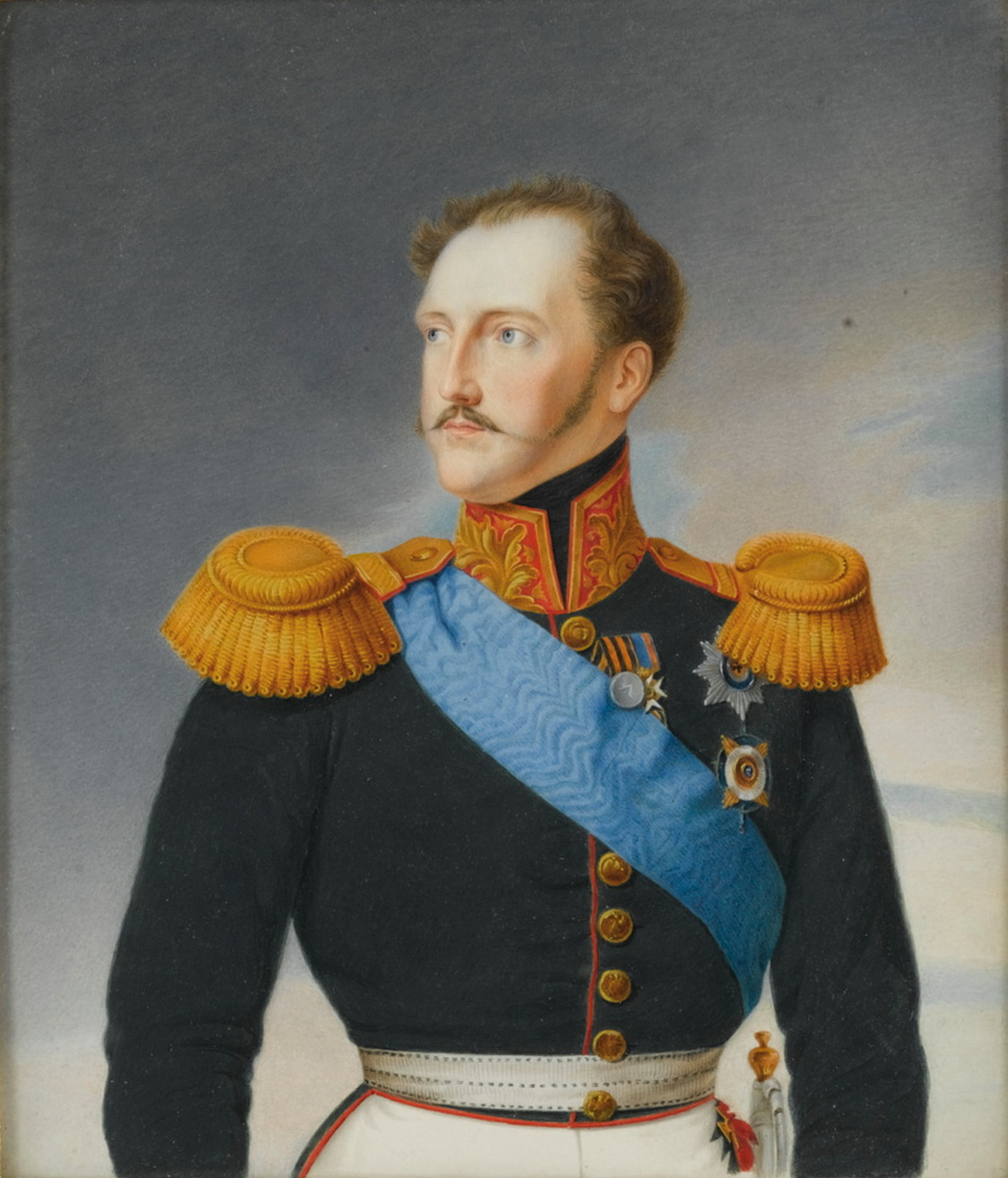
I. Miklós (1825–1855)
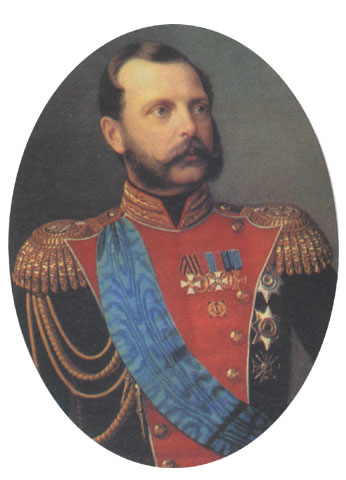
II. Sándor (1855–1881)
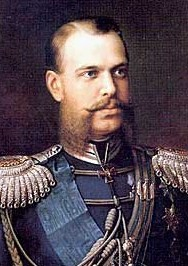
III. Sándor (1881–1894)
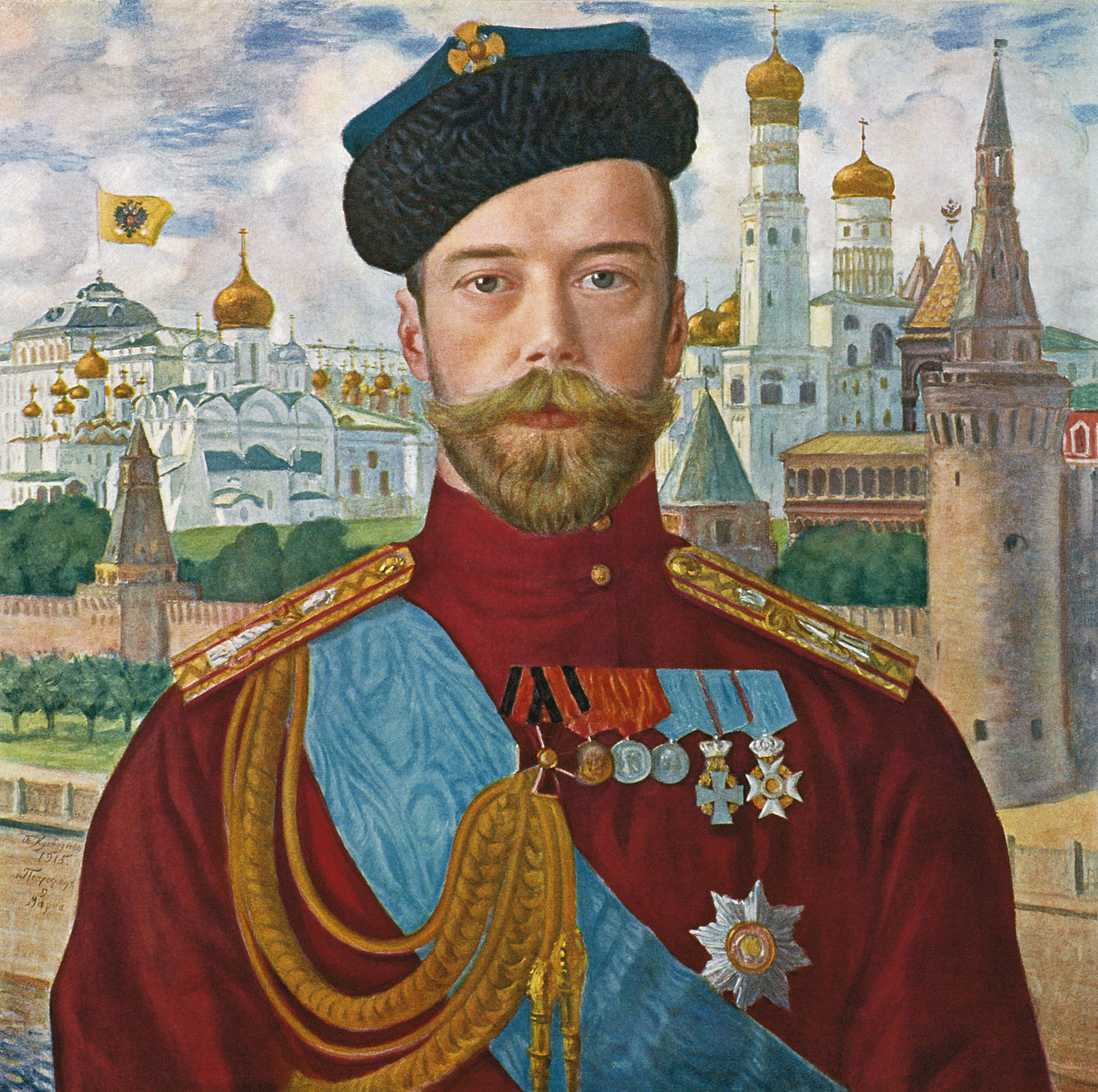
II. Miklós (1894–1917)

## A család mindennapjai
A Romanovok uralmának kezdeti időszakában a család mindennapjait teljesen áthatotta a vallás és az orosz szokások. 1636-ban befejeződött a moszkvai Tyerem-palota építése, ahova Alekszej cár rögtön be is költözött. A palota az orosz stílusnak megfelelően épült, ám belsejét keleti és flamand szőnyegek, vázák és egyéb dísztárgyak ékesítették. Ebben a palotában éltek a család nőtagjai, bonyolult szertartásrendek között. A nők a külvilágtól teljesen elzárva, visszavonultan éltek; még az orvos is csak félhomályban és elfátyolozva vizsgálhatta meg őket. Ha néhanapján mégis kimentek a palotából, zárt kocsiban kellett utazniuk. Mivel csak a Romanov-házon belül házasodhattak, és jóformán egész életüket a palota falai között élték le, „a Tyerem-palota a Romanov hölgyek többsége számára aranykalitkát jelentett”. Az első nő, aki kitört a palotából, Szofja Alekszejevna régensnő volt, mikor öccsei helyett régensként gyakorolta a hatalmat és még az egyeduralom megszerzésével is kísérletezett. Később a nőket megkötő szokásokat és hagyományokat I. Pjotr cár erőszakos modernizációja és nyugatosítása keretében eltörölte.
Miután ugyancsak I. Pjotr cár az általa alapított Szentpétervárat tette meg az ország fővárosának, Moszkva, a Kreml és a Tyerem-palota elvesztette a család életében betöltött központi szerepét. Pjotr cár egy viszonylag szerény palotában élt, ám felesége, Jekatyerina Alekszejevna cárné fényűző udvartartást vezetett, amelyet trónra lépése után kibővített és továbbfejlesztett. A cárnő alatt kezdődött meg Carszkoje Szelo, azaz a Cári Falu építése, mely később rengeteg palotának és cári udvarnak adott otthont.
A majdhogynem szorosan egymást követő négy cárnő, I. Jekatyerina, I. Anna, I. Jelizaveta és II. Jekatyerina uralkodása alatt az orosz kultúra virágzásnak indult. A cári udvartartás fényűzésével és gazdagságával akarták bebizonyítani, hogy Oroszország is jelentős európai állam. I. Jelizaveta alapította 1748-ban a Szmolnij-kolostort, ő adott megrendelést a Nyári Palota felépítésére, és kibővíttette a carszkoje szelói Katalin-palotát, valamint a szentpétervári Téli Palotát (ekkor készült el például a híres Jordán-lépcső).
II. Jekatyerina hozta létre a Szmolnij Intézetet, ahol a 19. században a jómódú lányok tanultak. A cárnő angol kertet építtetett Carszkoje Szelóban, valamint klasszicista hangulatú szobákkal egészítette ki a Katalin-palotát.
I. Pavel uralkodása alatt született meg a Családi Szabályzat, amely később egészen a dinasztia bukásáig meghatározta a Romanovok életét. A cár tíz gyermeke európai uralkodócsaládokba házasodott be, így ekkor alakultak ki a szerteágazó rokonságok a Romanovok és a többi uralkodócsalád között. I. Nyikolaj cár gyermekeinek már kötelességük volt uralkodói vérből származó házastársat választaniuk maguknak, valamint ekkor jelent meg először az a szokás, hogy a nagybácsik és fiú unokatestvérek felesküdtek a trónörökösre annak születésekor. A cár négy fiának leszármazottjai alkották a család négy ágát: a fő vérvonalat, vagyis II. Alekszandr cárt és leszármazottjait, a Konsztantyin nagyhercegtől származó Konsztantyinovics-ágat, a Nyikolaj nagyherceg utódjaiból álló Nyikolajevics-ágat, valamint a Mihail nagyherceg leszármazottjai alkotta Mihajlovics-ágat. Az egyes ágakon belül hatalmas volt az összetartás, és éppen ezért képesek voltak egymás ellen „harcolni”, mely végül az első világháború alatt a család széthullását eredményezte.

A Romanov-család 1870 körül

II. Alekszandr cár uralkodása alatt vált hagyománnyá a családi vacsora, amin minden Romanov köteles volt részt venni. III. Alekszandr cár alatt mutatkoztak meg az első repedések a családban, melyeket maga a cár is elősegített azzal, hogy összeveszett néhány nagybátyjával. Ennek ellenére a cár állandó otthonában, Gatcsinában külön lakosztályt tartott fenn minden unokatestvére számára. A cár 1885-ben hozta azt a rendelkezést, hogy csak az a Romanov kaphat nagyhercegi címet, akinek legalább a nagyapja egy cár volt. Az intézkedést a család gyarapodása tette szükségessé, hiszen a nagyhercegi cím sokkal több jövedelemmel járt, mint a hercegi.
Az utolsó cár, II. Nyikolaj és családja viszonylag elzárkózva élt a Sándor-palotában, ráadásul Alekszandra Fjodorovna cárnét sokan nem szenvedhették a családon belül.
Mivel minden Romanov köteles volt királyi vérből származó hitvest választania, a nagyhercegek és nagyhercegnők kénytelenek voltak külföldiekkel összeházasodni. Az ily módon Oroszországhoz kötött fiatal, általában német származású hercegnőket megfosztották eredeti nevüktől és hitüktől, szokásaiktól. Később ezek az asszonyok nevelték fel a gyermekeket, és igyekeztek számukra hétköznapi gyermekkort biztosítani.
Minden Romanov-fiú már születésekor kapott valamilyen katonai rangot, azonban valódi kiképzésük csak tizenéves korukban kezdődött meg. Addig otthon éltek, és együtt nevelkedtek nővéreikkel. Ahogy azonban serdülőkorba léptek, a fiúk mellé híres és jónevű férfi oktatókat fogadtak, míg a lányokat elkezdték bevezetni a társadalmi szokásokba, megismertették velük az anyai és a rangjukkal járó teendőket.

## A cárizmus bukása után
Bár a cárt és családját, valamint még pár Romanovot őrizetbe vettek a monarchia bukása után, az Ideiglenes Kormány nem volt ellenséges a dinasztiával szemben. Dmitrij Pavlovics nagyherceget, Raszputyin egyik gyilkosát például visszahívták a hadseregbe, azonban a nagyherceg elutasította az ajánlatot. Több Romanov még 1917 októberét megelőzően a biztonságos Krímre menekült, azelőtt, hogy a bolsevikok átvették volna a hatalmat.
1918. július 16-áról július 17-ére virradóra a bolsevikok által házi őrizetben tartott II. Nyikolaj cárt és feleségét, Alekszandra Fjodorovna cárnét, valamint öt gyermeküket, Olgát, Tatyjanát, Mariját, Anasztasziját és Alekszejt az őrök Jakov Mihajlovics Jurovszkij vezetésével agyonlőtték a jekatyerinburgi Ipatyev-házban. Az aznap éjszakai eseményeket sokáig homály fedte, mivel a holttesteket az őrök elégették és elásták a közeli erdőben. A sors furcsa fintora, hogy az első Romanov cár, I. Mihail az Ipatyev kolostorból indult el a koronázására, míg az utolsó cár, II. Nyikolaj az Ipatyev-házban halt meg.
Az 1920-as években számos olyan személy bukkant fel, aki magát a cári család valamelyik megmenekült tagjának állította. A legtöbbjük Anasztaszija nagyhercegnőnek, a legfiatalabb leánynak vallotta magát, és ezt dolgozta fel többek között az 1997-es Anasztázia című rajzfilm is. A valódi Anasztaszija nem volt ilyen szerencsés: 1991-ben megtalálták a teljes cári család és a cselédeik holttestét, kivéve két gyermeket, Mariját és Alekszejt. A DNS-vizsgálatok során egyértelműen bebizonyosodott, hogy a megtalált maradványok az utolsó cári családé, mint ahogy az is bizonyítva látszik, hogy a 2007-ben fellelt hiányzó két csontváz Marijáé és Alekszejé.
A cáron és családján kívül a bolsevikok még számos más Romanovot is kivégeztek, többek között Jelizaveta Fjodorovna nagyhercegnét, a cárné nénjét és Mihail Alekszandrovics nagyherceget, a cár öccsét. A menekülni kényszerülő Romanovoknak számos külföldi ország és uralkodó segített, többek között Alexandra brit királyné, Marija Fjodorovna anyacárné nővére. A megmenekült Romanovok nagy része Franciaországban vagy az Amerikai Egyesült Államokban telepedett le, s csak a Szovjetunió bukása után léphettek ismét orosz földre.

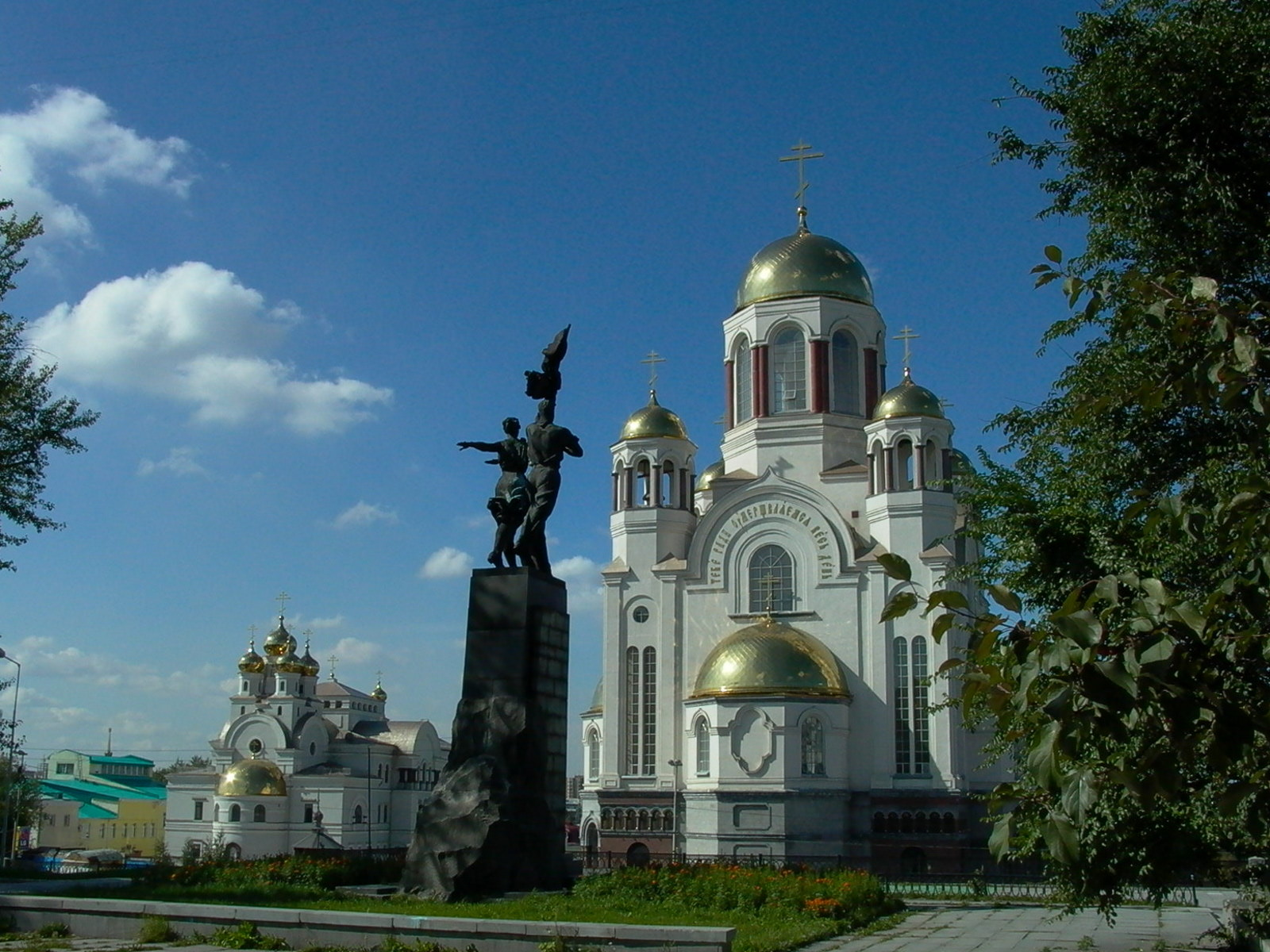
A jekatyerinburgi engesztelő templom

1921-ben a franciaországi száműzetésben élő Kirill Vlagyimirovics nagyherceg magát az orosz trón helytartójának nevezte; 1924-ben pedig címzetes orosz cárrá kiáltotta ki magát. Trónigényéhez az alapot az öröklési törvény és az a tény szolgáltatta, hogy ekkorra jóformán ő lett a család rangidős tagja. Halála után egyetlen fia, Vlagyimir Kirillovics nagyherceg örökölte a címet. A nagyherceg Leonida grúz és muhrani hercegnővel való házasságkötésekor a család egy része elutasította Vlagyimir Kirillovics jogát a trónra, minthogy frigyét a grúz hercegnővel morganatikusnak tartották. Kirill Vlagyimirovics nagyherceget és nejét a rendszerváltás után újratemették a cári család hagyományos temetkezési helyén; Vlagyimir Kirillovics nagyherceg maradványai szintén ősei mellé kerültek. Vlagyimir Kirillovicsnak egyetlen gyermeke, egy leány született; akire a nagyherceg átörökítette címzetes orosz uralkodói címét. Jelenleg két Romanov is fellép orosz trónigényével: Marija Vlagyimirovna nagyhercegnő és Nyikolaj Romanovics herceg.
1998-ban, haláluk nyolcvanadik évfordulóján újratemették a kivégzett II. Nyikolaj cárt és családját a szentpétervári Péter–Pál-székesegyházba, az orosz cárok nyughelyébe. 2000-ben az orosz ortodox egyház szent mártírokká nyilvánította a cárt és családját, s a szovjetek által lebontott Ipatyev-ház helyére egy engesztelő templomot emeltek. 2006-ban II. Nyikolaj édesanyját, III. Alekszandr feleségét, a dán származású Marija Fjodorovna cárnét végakaratának megfelelően újratemették a fővárosban, így most férje és fia mellett nyugszik.

Szintén 2006-ban kérvényezte a magát a család fejének tekintő Marija Vlagyimirovna nagyhercegnő II. Nyikolaj és családja rehabilitását, melyet először elutasítottak, végül hosszas eljárások után 2008. október 2-án az orosz legfelső bíróság kimondta a család rehabilitációját. A nagyhercegnő további kérvényezésének eredményeként 2009. június 8-án az orosz legfőbb ügyészség rehabilitálta Mihail Alekszandrovics nagyherceget és Jelizaveta Fjodorovna nagyhercegnét, minthogy politikai megtorlás áldozatának minősülnek. German Lujkanov, a cári család ügyvédje szerint a rehabilitáláshoz az szolgáltatta az alapot, hogy „a nevezettek a cári család tagjai voltak, s önmagában ez a tény elegendő alap volt a bolsevikok számára, hogy kioltsák életüket”.

## Romanov-uralkodók névsora

### Orosz Birodalom
- Fjodor Nyikityics Romanov (1553–1633) ∞ Kszenyija Ivanovna Sesztova
  - I. Mihály minden oroszok cárja (1596–1645) ∞ Jevdokija Lukjanovna Sztresnyeva
    - Alekszej minden oroszok cárja (1629–1676) ∞ (1.) Marija Iljinyicsna Miloszlavszkajaa (2.) Natalja Kirillovna Nariskina
      - (1.) III. Fjodor minden oroszok cárja (1661–1682)
      - (2.) V. Iván minden oroszok cárja (1666–1696) ∞ Praszkovja Fjodorovna Szaltikova
        - Anna minden oroszok cárnője (1693–1740) ∞ Kurlandi Frigyes Vilmos
        - Jekatyerina Ivanovna Romanova orosz nagyhercegnő (1691–1733) ∞ Mecklenburg–Schwerini Károly Lipót
          - Anna Leopoldovna orosz régensnő (1718–1746) ∞ Braunschweig–Wolfenbütteli Antal Ulrik
            - VI. Iván minden oroszok cárja (1740–1764) ∞ nem házasodott meg

      - (2.) I. Péter minden oroszok cárja (1672–1725) ∞ Marfa Szkavronszka
        - Alekszej Petrovics orosz cárevics (1708–1728) ∞ Braunschweig–Wolfenbütteli Sarolta Krisztina
          - II. Péter minden oroszok cárja (1715–1730) ∞ nem házasodott meg

        - Erzsébet minden oroszok cárnője (1709–1761) ∞ Alekszej Grigorjevics Razumovszkij
        - Anna Petrovna orosz nagyhercegnő (1708–1728) ∞ I. Holstein–Gottorpi Károly Frigyes
          - III. Péter minden oroszok cárja (1728–1762) ∞ Anhalt–Zerbsti Zsófia Friderika
            - I. Pál minden oroszok cárja (1754–1801) ∞ Württembergi Zsófia Dorottya
              - I. Sándor minden oroszok cárja (1777–1825) ∞ Badeni Lujza Mária
              - I. Miklós minden oroszok cárja (1796–1855) ∞ Poroszországi Sarolta
                - II. Sándor minden oroszok cárja (1818–1881) ∞ Hessen–Darmstadti Mária
                  - III. Sándor minden oroszok cárja (1845–1894) ∞ Dániai Dagmar
                    - II. Miklós minden oroszok cárja (1868–1918) ∞ Hessen–Darmstadti Alexandra
                    - II. Mihály címzetes orosz cár (1878–1918) ∞ Natalja Szergejevna Braszova

## Leszármazási lista
- http://genealogy.euweb.cz/russia/romanov2.html#M – A Romanovok (1613–1762)
- http://genealogy.euweb.cz/oldenburg/oldenburg9.html – A Holstein–Gottorp–Romanovok (1762–1917)